# Psittacella
A tigrispapagáj (Psittacella) a madarak osztályának papagájalakúak (Psittaciformes) rendjébe, a szakállaspapagáj-félék (Psittaculidae) családjába tartozó nem.

## Rendszerezésük
A  nembe az alábbi 5 faj tartozik:
- Brehm-tigrispapagáj (Psittacella brehmii)
- Lorentz-tigrispapagáj (Psittacella lorentzi)
- Madarász-tigrispapagáj (Psittacella madaraszi)
- Szerény tigrispapagáj (Psittacella modesta)
- Festett tigrispapagáj (Psittacella picta)